# Аэропорт (станция, Вантаа)
Аэропо́рт (фин. Lentoaseman rautatieasema, швед. Flygplatsens järnvägsstation) — железнодорожная станция в городе Вантаа в Финляндии.
Расположена на территории международного аэропорта Хельсинки-Вантаа и управляется компанией VR Group. Находится на расстоянии 26 километров к северо-востоку от Центрального железнодорожного вокзала Хельсинки, это расстояние проходится электропоездами за 30 минут.
Станция открыта 10 июля 2015 года с частичными недоработками. В сутки осуществляется около 200 рейсов (~ каждые 10 минут). Расстояние от станции до первого терминала составляет 350 метров, а до второго — 700 метров.
Пассажиры, прибывающие в Хельсинки на поездах дальнего следования из других регионов Финляндии, а также из России, имеют возможность добираться до аэропорта бесплатно. Пересадку необходимо сделать в течение 80 минут со времени прибытия поезда (с российских поездов пересадку удобнее осуществлять на станции «Тиккурила», откуда дорога до аэропорта занимает восемь минут).
Разовые билеты (5 евро) можно купить в автоматах во всех трёх залах прилета аэропорта, а также у сотрудников HSL (с (9:00 до 21:00) в работающем вестибюле станции.